# Шапронас, Алина Гедиминасовна
Алина Гедиминасовна Шапронас (род. 23 июля 2001 года, Москва, Россия) — российская спортсменка-кикбоксер. 2-кратная чемпионка кубка мира, 4-кратная чемпионка России, чемпионка Мира и Европы по кикбоксингу. Член сборной команды России по кикбоксингу. Многократная чемпионка и призер международных соревнований. Заслуженный мастер спорта России по кикбоксингу.

## Биография
Алина Шапронас начала заниматься кикбоксингом в возрасте 6 лет. Тренируется под руководством Герасимова Михаила Владимировича. 
в 2023 году с отличием окончила Российский университет спорта «ГЦОЛИФК» кафедра теории и методики бокса и кикбоксинга им. К.В. Градополова.
в 2021 году выполнила норматив Заслуженного мастера спорта России.
с 2018 по 2023 год входила в состав сборной России по кикбоксингу.
с 2024 года по настоящее время работает в Министерстве спорта России, в должности ведущего специалиста центра спортивной подготовки сборных команд России по неолимпийским видам спорта.

## Спортивные достижения по кикбоксингу
- Чемпионат России 2023[4] — ;
- 2х Чемпионат России 2022[5] —  — ;
- Чемпионат России 2020[6] — ;
- Чемпионат России 2019 Архивная копия от 13 августа 2025 на Wayback Machine — ;
- Международный турнир чемпионат и первенство стран ШОС по кикбоксингу 2023[7] — ;
- Чемпионат Мира 2019[8] — ;
- 3х Кубок Мира 2019[9] —  —  — ;
- 3х Кубок Мира 2019  —  —  — ;
- Чемпионат Европы 2018[10] — ;
- Первенство Европы 2018 —  — ;
- Первенство Мира 2018 —  — ;